# حسین محجوبی
حسین محجوبی (زاده ۱۳۰۹، لاهیجان) معمار و طراح فضای سبز و پارک (بوستان) و نقاش صاحب نام نوگرای ایران و از چهره‌های بین‌المللی هنر نقاشی است.

## زندگی و فعالیت‌ها
محجوبی در سال ۱۳۰۹ در لاهیجان به دنیا آمد و از نوجوانی به نقاشی روی آورد. در سال ۱۳۲۹ بر اثر یک اتفاق، به کمک دکتر محمدعلی مجتهدی برای ادامه تحصیلات متوسطه به دبیرستان البرز تهران رفت و سپس در سال ۱۳۳۸ در رشته نقاشی از دانشکده هنرهای زیبا فارغ‌التحصیل شد. وی همزمان دروس معماری را هم گذراند. محجوبی در سال ۱۳۳۵ و قبل از فارغ‌التحصیلی، جایزه اول نمایشگاه جمعی انجمن ایران و آمریکا را از آن خود کرد.
محجوبی و آثار نقاشی او در ایران و جهان شناخته شده هستند. از جمله کارهای ماندگار او در زمینه رشته معماری، طراحی و ساخت پارک ساعی تهران در سال ۱۳۴۲ و نظارت بر اجرای ساخت پارک‌های ملت و نیاوران لاله و جمشیدیه و شفق و خزانه و همچنین اولین پارکهای کویری ایران در سال‌های بعد است.
در سال ۱۳۵۳ خانه محجوبی را تأسیس کرد. وی با بیش از نود نمایشگاه اختصاصی و شرکت در صدها نمایشگاه گروهی در ایران و سایر کشورها از پرکارترین هنرمندان برجسته و صاحب سبک می‌باشد.
ایشان به نقاش بهشت مشهور هستند.
در سال هزار و سیصد و پنجاه و هفت برای تصویر سازی کتاب افسانه باران کاندید جایزه بین‌المللی هانس کریستین اندرسون گردید.
در تاریخ پنجشنبه ۱۲ مهر ۱۳۹۷ در مراسم پایانی ششمین «جشنواره بین‌المللی هنر برای صلح»، نشان عالی «هنر برای صلح» به حسین محجوبی و ۳ هنرمند دیگر اهداء شد.
در اردیبهشت سال یک هزار و چهارصد هم‌زمان با نود و یکمین سالروز تولد ایشان با همت مرکز اقتصاد هنر فاطر سالن اختصاصی با سیزده اثر ایشان به صورت وقف دانشگاه تهران در باغ موزه نگارستان افتتاح شد.
در مهر ماه یکهزار و چهار صد، خیابان منتهی به خانه محجوبی در منطقه شش شهرداری تهران به نام استاد حسین محجوبی نامگذاری شد. مراسم تکریمی توسط بنیاد نخبگان استان گیلان با حضور چهره‌های علمی و فرهنگی کشور، شاگردان ایشان و استعدادهای برتر در سال ۱۳۹۶ برگزار شد و لوح ارج نامه بنیاد ملی نخبگان به ایشان اهدا شد.